# Hubert Coppieters-Stochove
Hubert Coppieters-Stochove (Gent, 23 september 1876 – Sint-Pieters, 1 februari 1950) was een Belgisch historicus en archivaris.

## Familie
Jonkheer Hubert Etienne Marie Joseph Ghislain Coppieters-Stochove, uit de adellijke familie Coppieters, was de enige zoon van Ernest Coppieters-Stochove en Valerie Delebecque. Zijn vader moedigde hem aan geschiedenis te studeren.
In 1902 trouwde hij met Gabrielle de Thibault de Boesinghe (° 1881). Hun twee dochters die trouwden, respectievelijk met Xavier della Faille d'Huysse en Ernest van Caloen, hebben nageslacht tot heden.

## Levensloop
Gepromoveerd tot doctor in de Wijsbegeerte en Letteren, werd hij in 1902 archivaris in het Rijksarchief te Mons, vervolgens adjunct-conservator in het Rijksarchief te Antwerpen. In 1907 nam hij ontslag. Hij was door erfenissen aanzienlijk rijk geworden en hield zich voortaan onledig met het beheer van zijn goederen. Voor het overige was hij een verwoede golf- en tennisspeler. In de Golfclub van Knokke-Zoute speelde hij een actieve rol.
Van 1915 tot 1919 was hij in het leger met de graad van onderluitenant en met de opdracht als vertaler-tolk te fungeren. 
Vanaf 1920 was hij een (weinig actief) bestuurslid van het Genootschap voor Geschiedenis te Brugge.

## Publicaties
- Artikels in de Annales de la Société d'histoire et d'architecture de Gand
  - Régestes de Thierry d'Alsace, comte de Flandre, Gent, 1901
  - Régestes de Philippe d'Alsace, comte de Flandre, Gent, 1906
  - Quelques types d'écriture de la chancellerie comtale sous les règnes de Baudouin VIII et IX, Gent, 1911
- Artikels in de Handelingen van het Genootschap voor Geschiedenis te Brugge
  - Notes sur un régistre retrouvé à Ste-Walburge à Bruges, Brugge, 1913
  - Le général Van der Meersch à Bruges, Brugge, 1929